# گوگوریوی کوچک
گوگوریو کوچک (۶۹۹–۸۲۰) یک سلسله کره‌ای بود که بعد از سقوط گوگوریو توسط تانگ و شیلا در سال ۶۹۹ میلادی توسط گو دئوک مو برادرزاده بوجانگ آخرین پادشاه گوگوریو تأسیس شد.
پس از سقوط گوگوریو ژنرال‌های باقی مانده گروه‌های ضد تانگ را تشکیل دادند ودر سال ۶۶۹ میلادی با اتحاد این گروه‌ها، گوگوریو کوچک تأسیس شد.
گو دئوک مو در آن موقع به شیلا پناهنده شده بود. به دلیل آن که هیچ‌کسی نبود تا بر تخت سلطنت بنشیند به ناچار او را پادشاه خود کردند.

## سقوط
در حدود سال ۸۲۰ میلادی، پس از دو نسل حاکمیت بر شبه‌جزیره لیائودونگ و دیگر مناطق سابق گوگوریو، گوگوریو کوچک جذب بالهایی در زمان پادشاه سون شد.